# Hermann (Missouri)
Hermann é uma cidade localizada no estado americano de Missouri, no Condado de Gasconade.

## Demografia
Segundo o censo americano de 2000, a sua população era de 2674 habitantes.
Em 2006, foi estimada uma população de 2751, um aumento de 77 (2.9%).

## Geografia
De acordo com o United States Census Bureau tem uma área de 6,4 km², dos quais 6,0 km² cobertos por terra e 0,4 km² cobertos por água. Hermann localiza-se a aproximadamente 162 m acima do nível do mar.

## Localidades na vizinhança
O diagrama seguinte representa as localidades num raio de 20 km ao redor de Hermann.